# رودي أورتيز
رودي أورتيز (بالإسبانية: Rudy Ortiz)‏ هو عسكري غواتيمالي، ولد في 6 أغسطس 1963 في إدارة بايا فيراباز في غواتيمالا، وتوفي في 20 أغسطس 2014.